# Географія Ірану
Іран — західноазійська країна, що знаходиться на південному заході континенту . Загальна площа країни 1 648 195 км² (18-те місце у світі), з яких на суходіл припадає 1 531 595 км², а на поверхню внутрішніх вод — 116,6 тис. км². Площа країни у 2,5 рази більша за площу України, трохи менша ніж площа Аляски. 

## Етимологія
Офіційна назва — Ісламська Республіка Іран, Іран (перс. ایران‎, جمهوری اسلامی ایران‎ — Джомгурі-йе Есламі-йє Іран). Назва країни походить через середньоперське Іран (Erān) від Айріана (авест. Airyāna), яке утворене від самоназви усіх давніх індоіранців — «арії» і перекладається як Країна аріїв, Країна шляхетних. У добу Ахеменідів (550—327 років до н. е.) давньоіранське поняття Аріянам Дахуянам (Aryānam Dahyunam) трансформувалося у давньоперс. Aryānam Xšaθram — Держава аріїв, яке згодом дало назву державі Аршакидів (250 до н. е.—224 н. е.) — Aryānšaθr/Aryānšahr. Самоназва іранців — «ірані». Колишня назва Ірану Персія походить від Персіс (лат. Persais), що, у свою чергу, — від давньоперсидського Паарса (Paarsa) — центральний район країни, сучасний Фарс. Часто топонім пов'язують із грецькою міфологією, тобто Персія земля давньогрецького героя Персея. В Українській мові вперше згадується в «Повісті временних літ» як Перъсида. Топонім Персія в західному світі залишався загальноприйнятним майже два тисячоліття до 1935 року, коли Реза-шах Пехлеві не поставив вимогу називати його країну Іраном.

## Географічне положення
Іран — західноазійська країна, що межує з сімома іншими країнами: на півночі — з Туркменістаном (спільний кордон — 1148 км), на сході — з Афганістаном (921 км) і Пакистаном (959 км), на заході — з Іраком (1599 км), на північному заході — з Туреччиною (534 км), Вірменією (44 км) і Азербайджаном (689 км). Загальна довжина державного кордону — 5894 км. Іран на півночі омивається водами внутрішнього Каспійського моря замкненої безстічної області; на півдні водами Перської і Оманської заток Індійського океану. Загальна довжина морського узбережжя 2440 км + 740 км додатково узбережжя внутрішнього Каспійського моря.

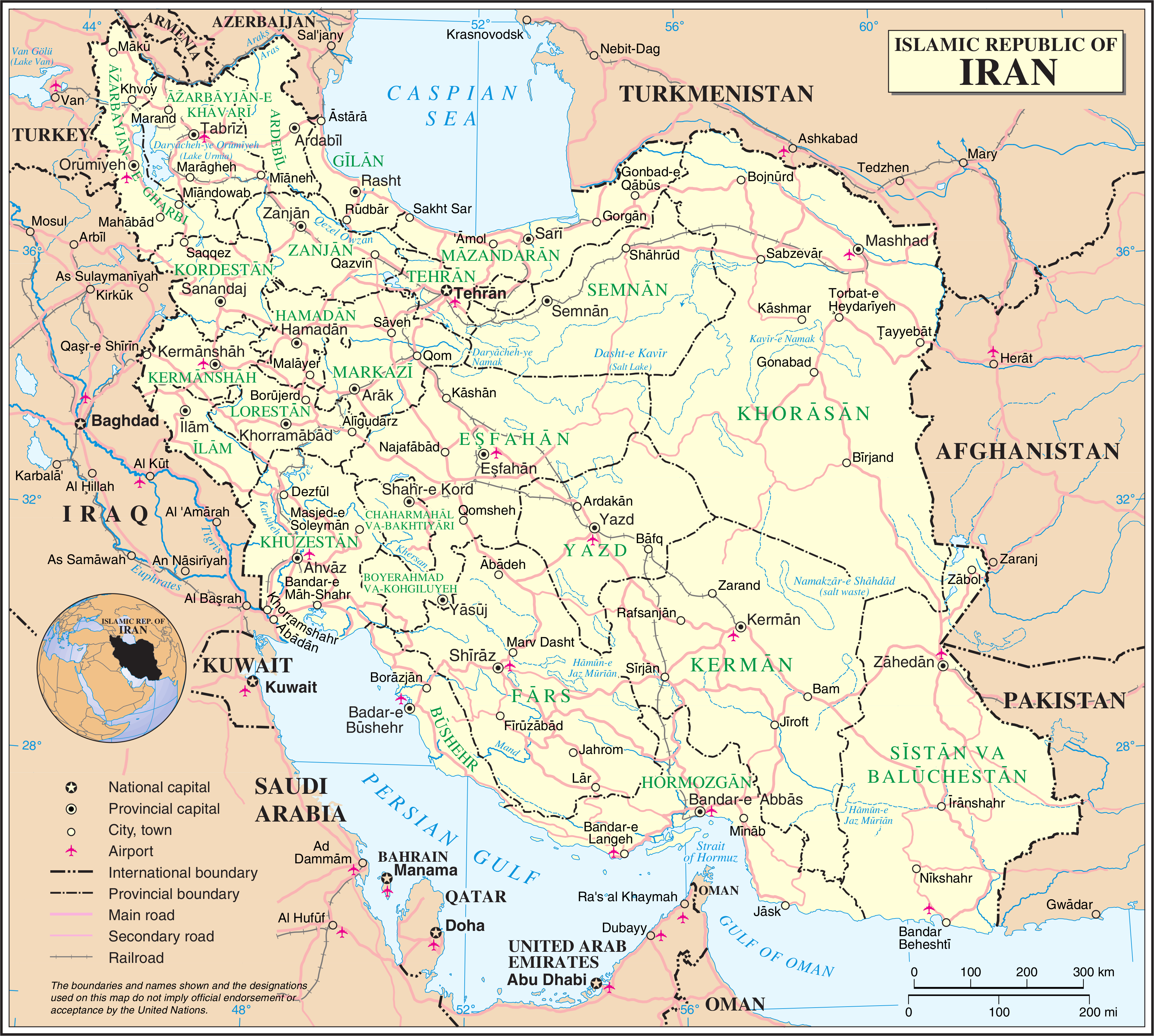
Карта Ірану від ООН (англ.)
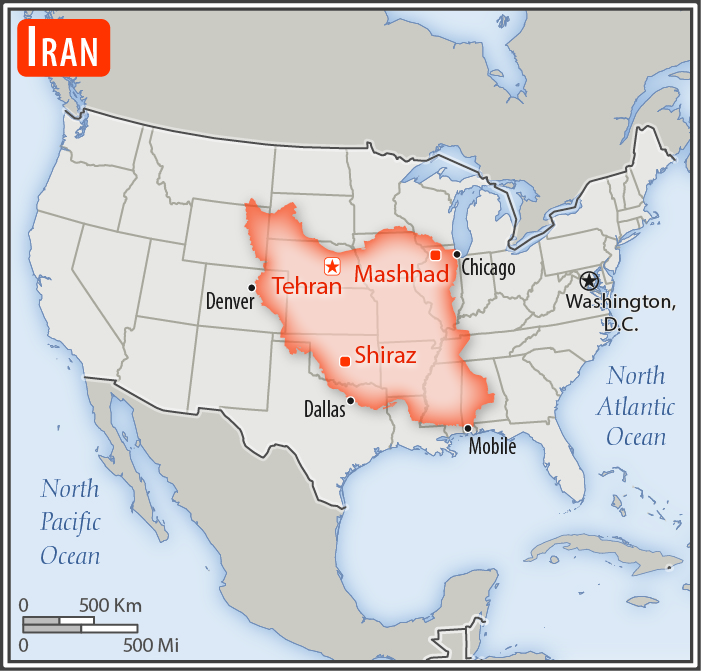
Порівняння розмірів території Ірану та США

Згідно з Конвенцією Організації Об'єднаних Націй з морського права (UNCLOS) 1982 року, протяжність територіальних вод країни встановлено в 12 морських миль (22,2 км). Прилегла зона, що примикає до територіальних вод, в якій держава може здійснювати контроль необхідний для запобігання порушень митних, фіскальних, імміграційних або санітарних законів простягається на 24 морські милі (44,4 км) від узбережжя (стаття 33). Виключна економічна зона встановлена до двосторонньоузгоджених і серединних ліній у Перській затоці. Континентальний шельф — до його природних меж.

### Час
Час у Ірані: UTC+3,5 (+1,5 години різниці часу з Києвом). Літній час вводиться четвертого вівторка березня переводом годинникової стрілки на 1 годину вперед, скасовується четвертого четверга вересня переводом годинникової стрілки на 1 годину назад.

## Геологія
Територія Ірану розташована в межах Середземноморського складчастого пояса. У центральній частині виділяється серединний епібайкальський масив з довендською складчастою основою і венд-фанерозойським осадовим чохлом. У накладених на епібайкальський масив западинах, розвинені червоноколірні лагунно-континентальні уламкові і соленосні товщі олігоцен-міоценового віку. На півночі розташовані Ельбурс-Біналудська, Копетдагська і Ельбурська системи мезозойсько-ранньопалеогенових геосинклінальних прогинів. Вздовж кордонів Афганістану і Пакистану розташована Східно-Іранська складчаста система — евгеосинклінальний прогин, заповнений офіолітовими і флішевими утвореннями крейди-еоцену.

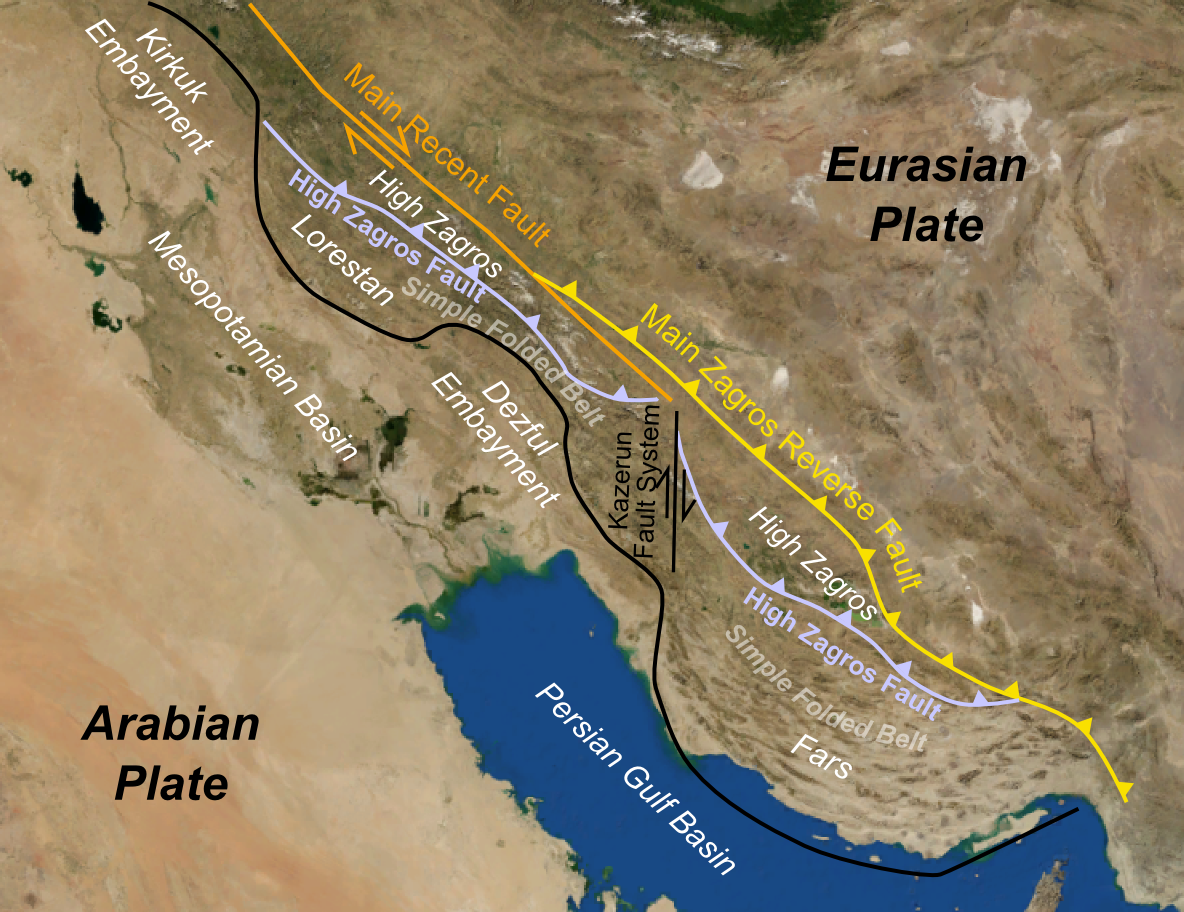
Тектоніка Загросу
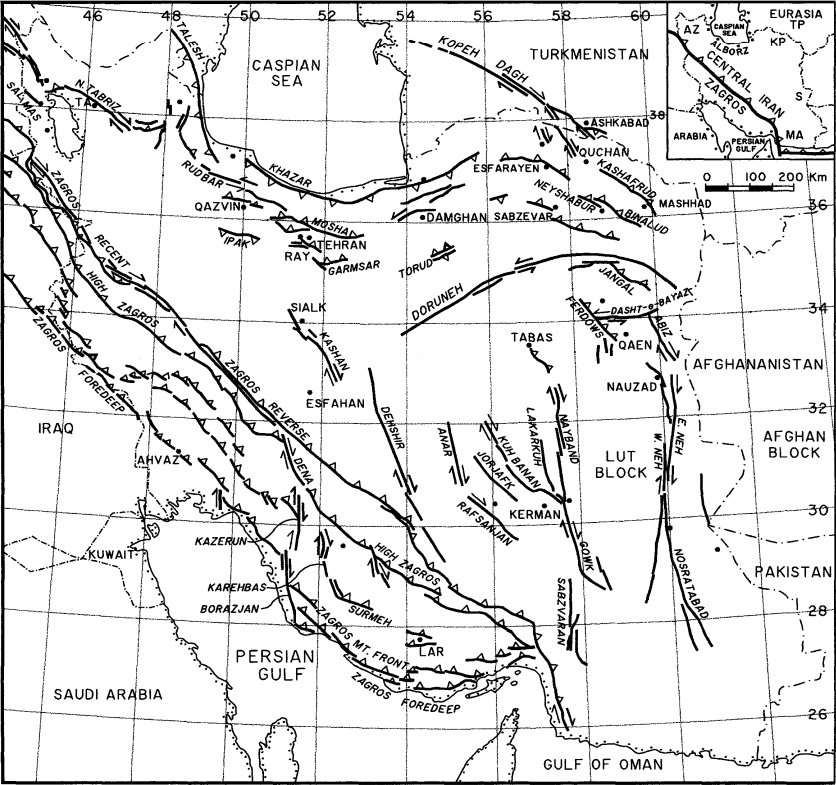
Карта тектонічних розломів Ірану
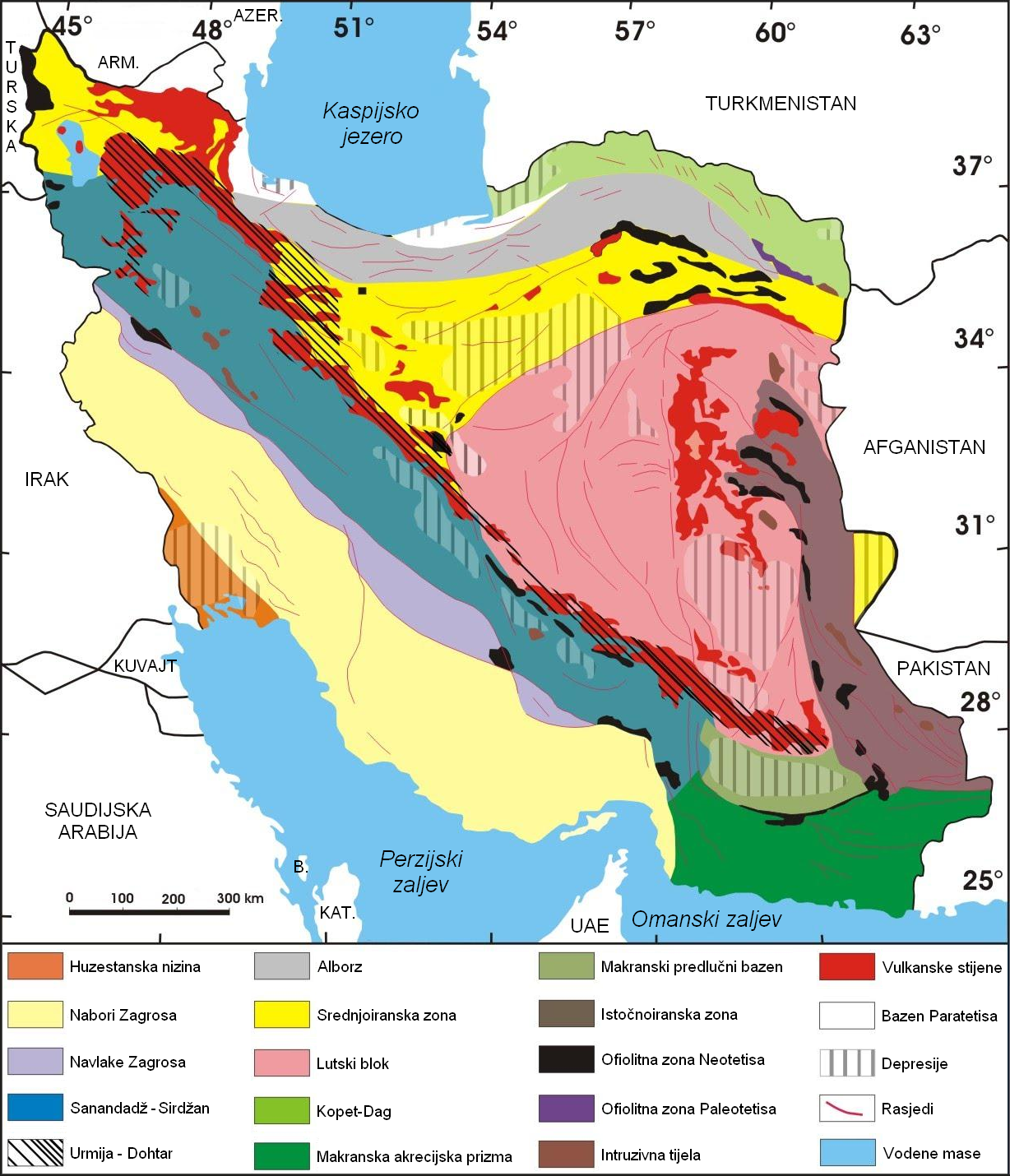
Геологічна карта Ірану
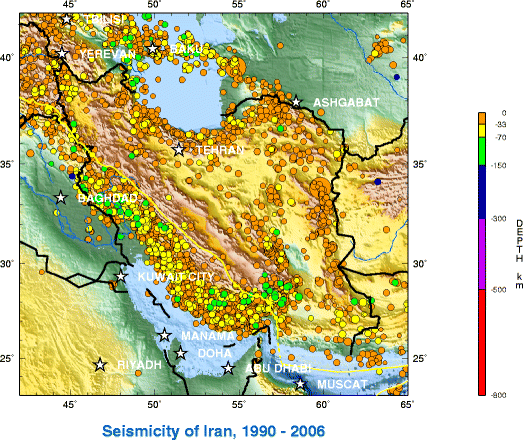
Карта землетрусів 1990-2006 років
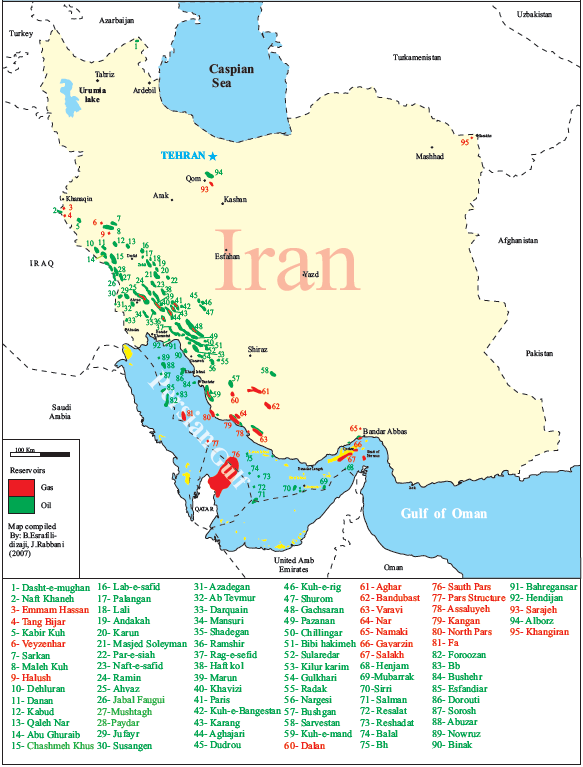
Карта нафтогазових родовищ

На півдні та заході — складчасті системи Загроса і Сенендедж-Сирджанська. Перша являє собою міогеосинклінальний прогин венду-палеогену, де в пізній крейді та міоцені розвинулась складчастість і орогенез. Друга — геосинклінальний прогин, виконаний карбонатно-теригенними і вулканогенними серіями юри-крейди.

### Сейсмічність
Район Ірану високосейсмічний, тільки у ХХ столітті під час 22 найсильніших землетрусах (9 балів і вище) тут загинули 73 тис. осіб. У грудні 2003 року під час руйнівного землетрусу загинуло понад 70 тис. осіб.

## Рельєф
Середні висоти — 1305 м; найнижча точка — рівень вод Каспійського моря (-28 м); найвища точка — гора Демавенд (5671 м). Понад 4/5 території держави займають гори і високі нагір'я. У центрі країни розташоване Іранське нагір'я (висоти 1200 м), по його периферії — Іранські гори, до яких примикає вузька смуга Південно-Каспійської низовини. На території Ірану знаходиться частина Кура-Араксинської низовини та Горганська рівнина. На заході підносяться гори Загрос, на сході — сильно розчленовані Східно-Іранські гори, на півночі — могутні дуги Ельбурса, на півдні — Макрана. Вздовж узбережжя Каспійського моря, Перської і Оманської заток витяглися вузькі смуги берегових низовин.

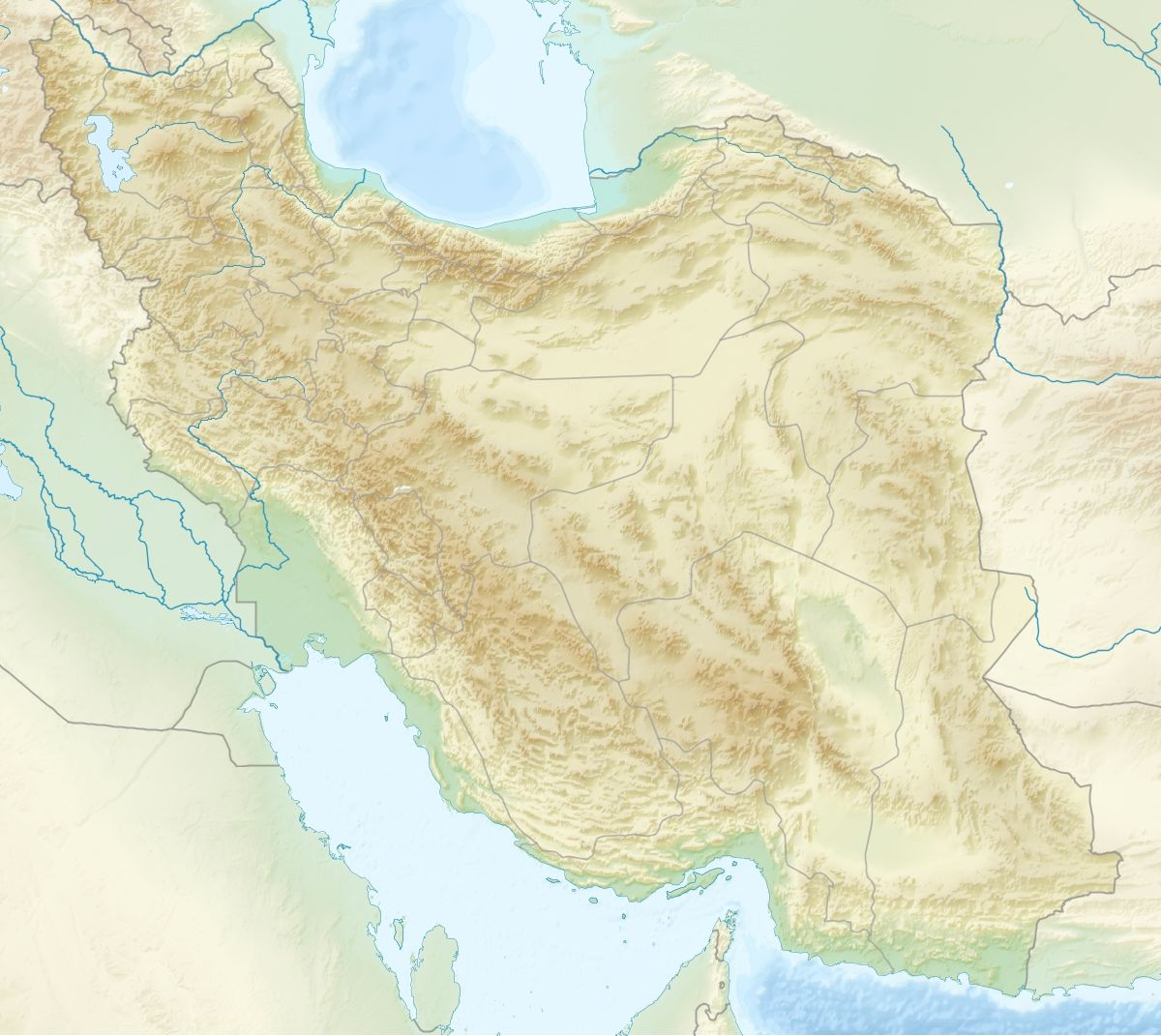
Рельєф Ірану
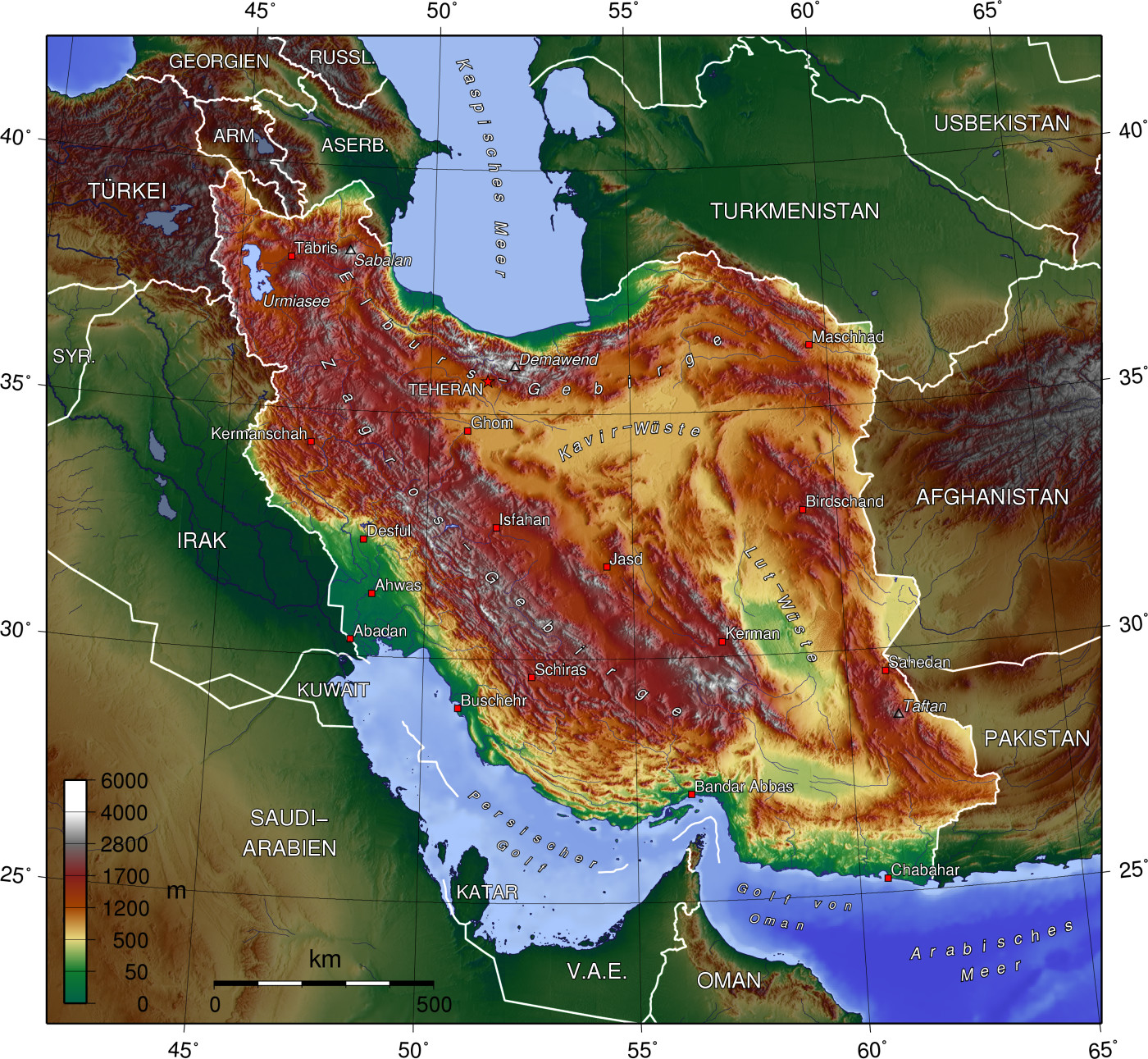
Гіпсометрична карта Ірану
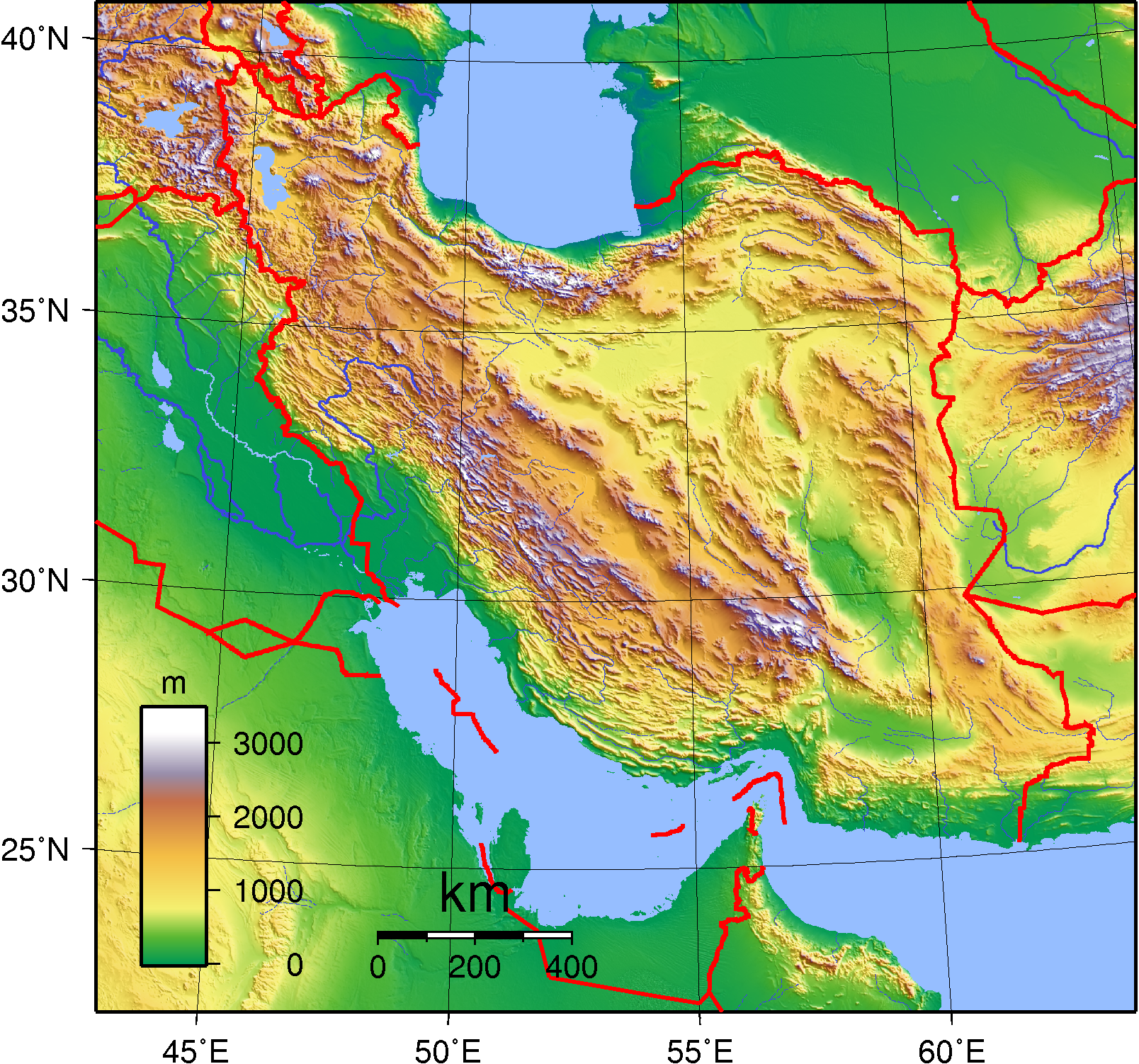
Рельєф Ірану
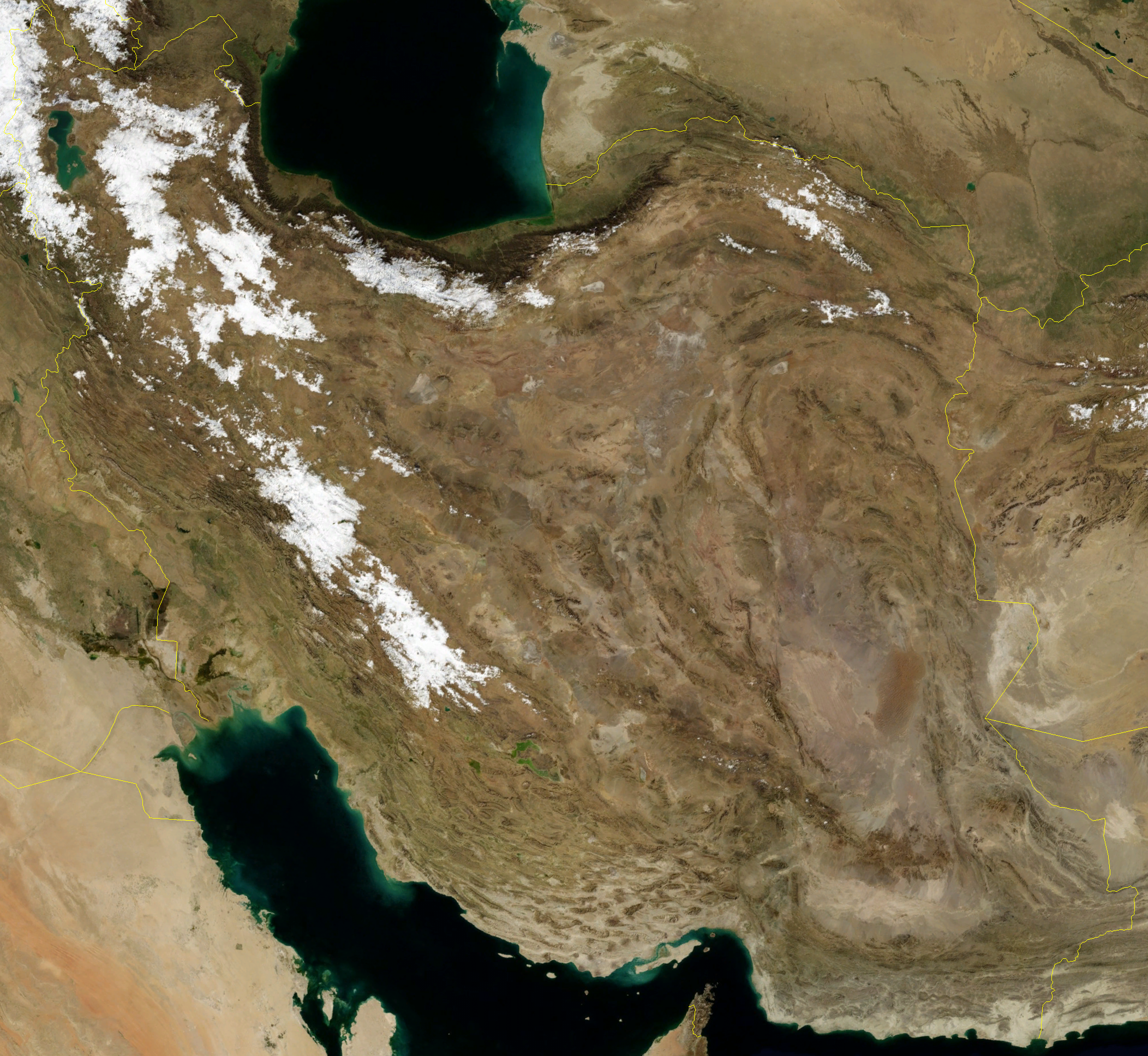
Супутниковий знімок поверхні країни
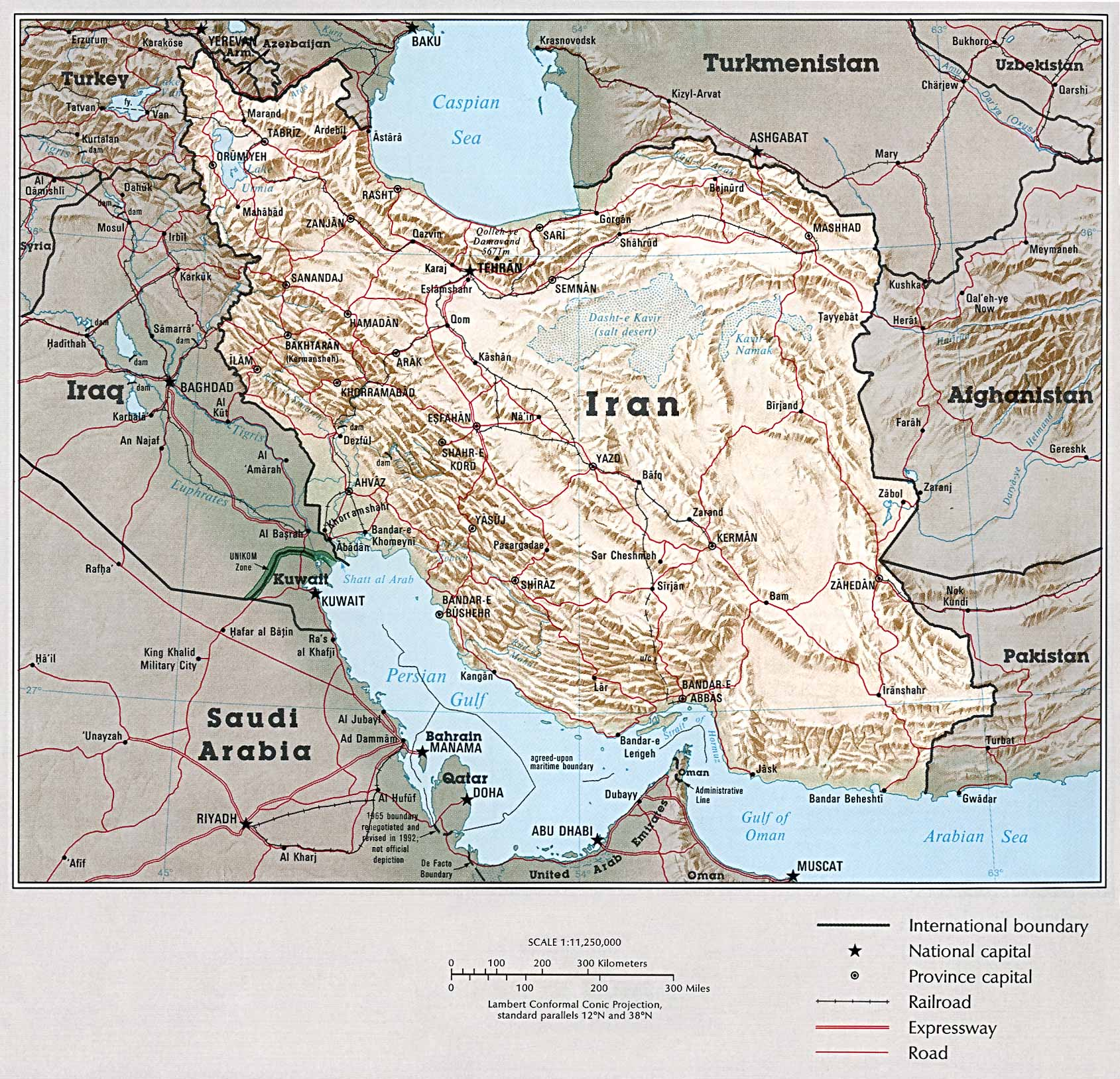
Карта країни (англ.)

Основні гірські масиви Ірану:
- Загрос — масивне складчасте підняття шириною 150—300 км, що тягнеться на 1600 км від північно-західних кордонів Ірану в південно-східному напрямі. Переважні висоти 2000-3000 м, найвища — гора Зердкух, 4548 м. На відстані 800 км, від прикордонного з Іраком району до порту Бушир на узбережжі Перської затоки, паралельно хребтам Загроса вздовж їх західного підніжжя простягається гряда височин висотою 300—600 м і шириною бл. 65 км. Тут на південь від 32° пн. ш. зосереджені найбільші в Ірані запаси нафти.
- Макран (Мекран) — система складчастих гір на півдні Ірану шириною понад 200 км, що тягнеться в східному напрямі на 480 км. Середні висоти 600—1500 м, найвища точка — гора Кухран, 2260 м.
- Східно-Іранські гори тягнуться на 1050 км уздовж східного кордону Ірану, між Ельбурсом і Макраном. Утворюють орографічний бар'єр на шляху з Ірану в Афганістан. Середня висота гір 1500 м, найвища точка — вулкан Тефтан (4042 м).
- Ельбурс — гірська система на півночі Ірану протяжністю близько 1400 км, має форму букви S: обрамовуючи південно-західне і південне узбережжя Каспійського моря, закінчується на кордоні з Афганістаном. Тут знаходиться найвища точка усього Середнього Сходу — погаслий вулкан Демавенд (5604 м).

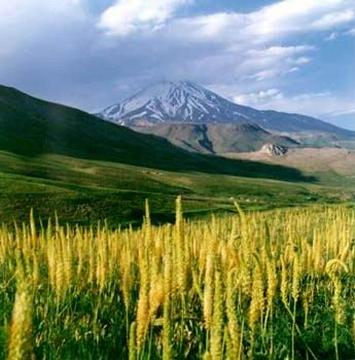
Гора Демавенд
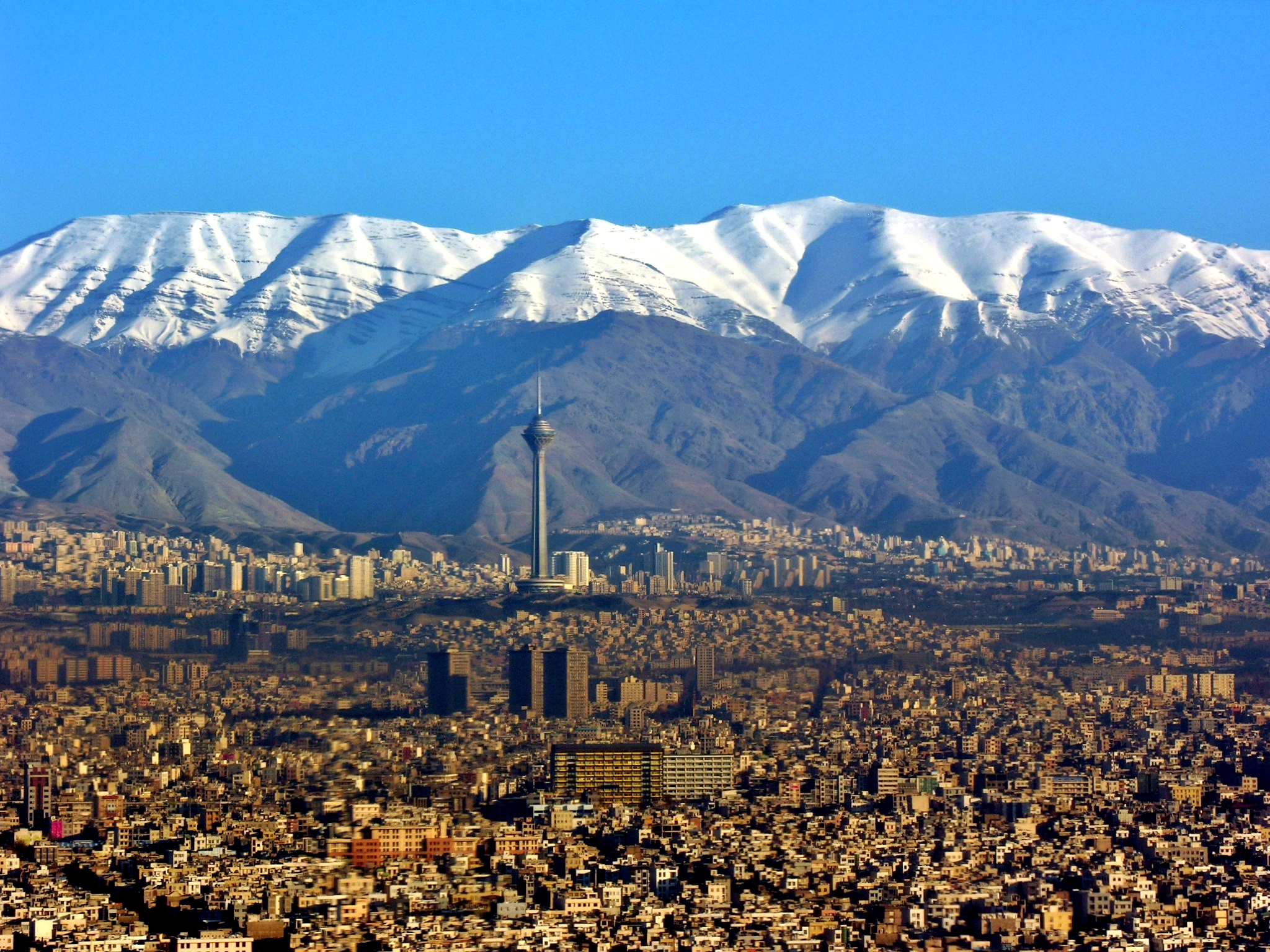
Південні схили хребта Ельбурс
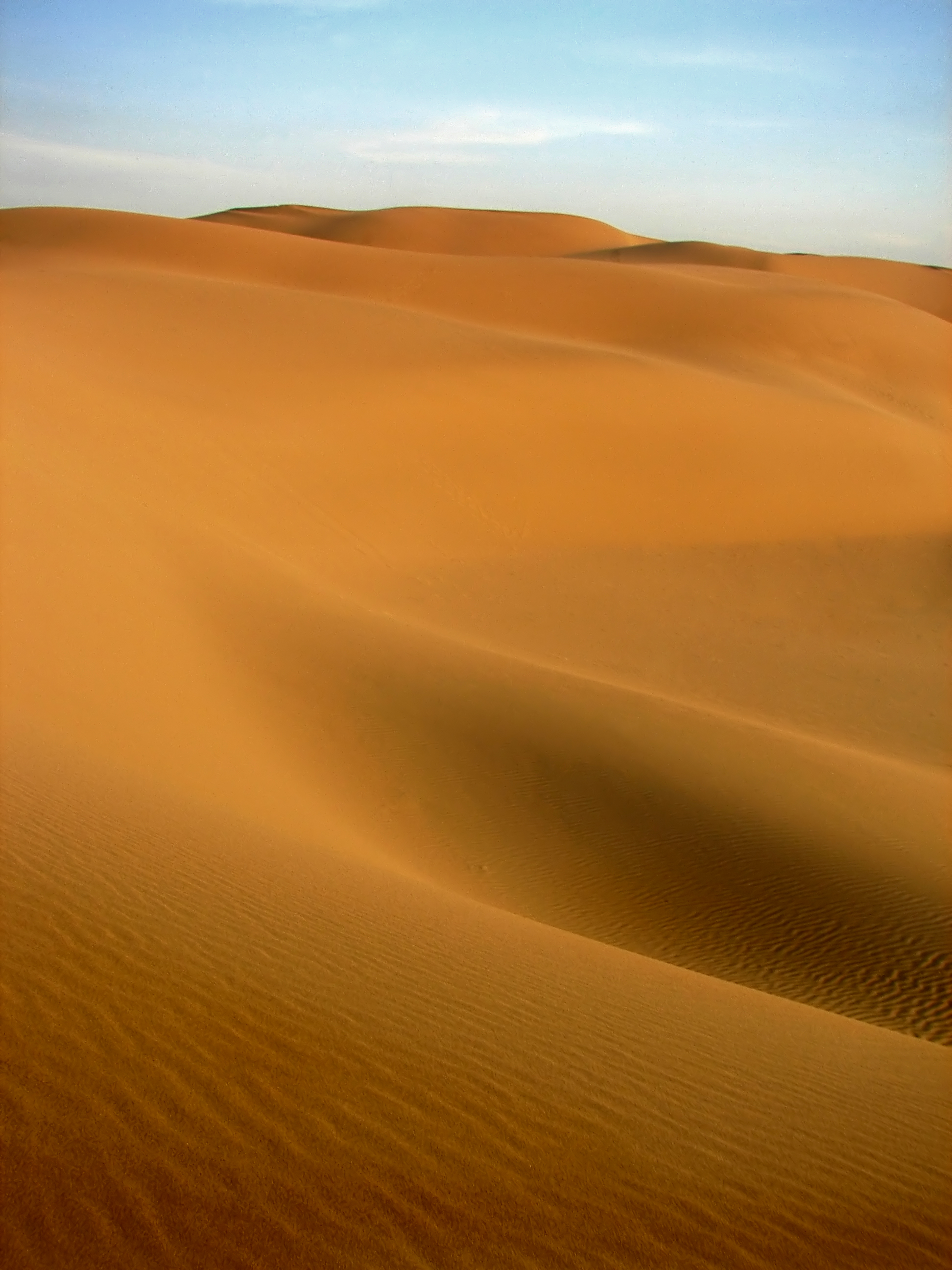
Дюни пустелі Деште-Кевір
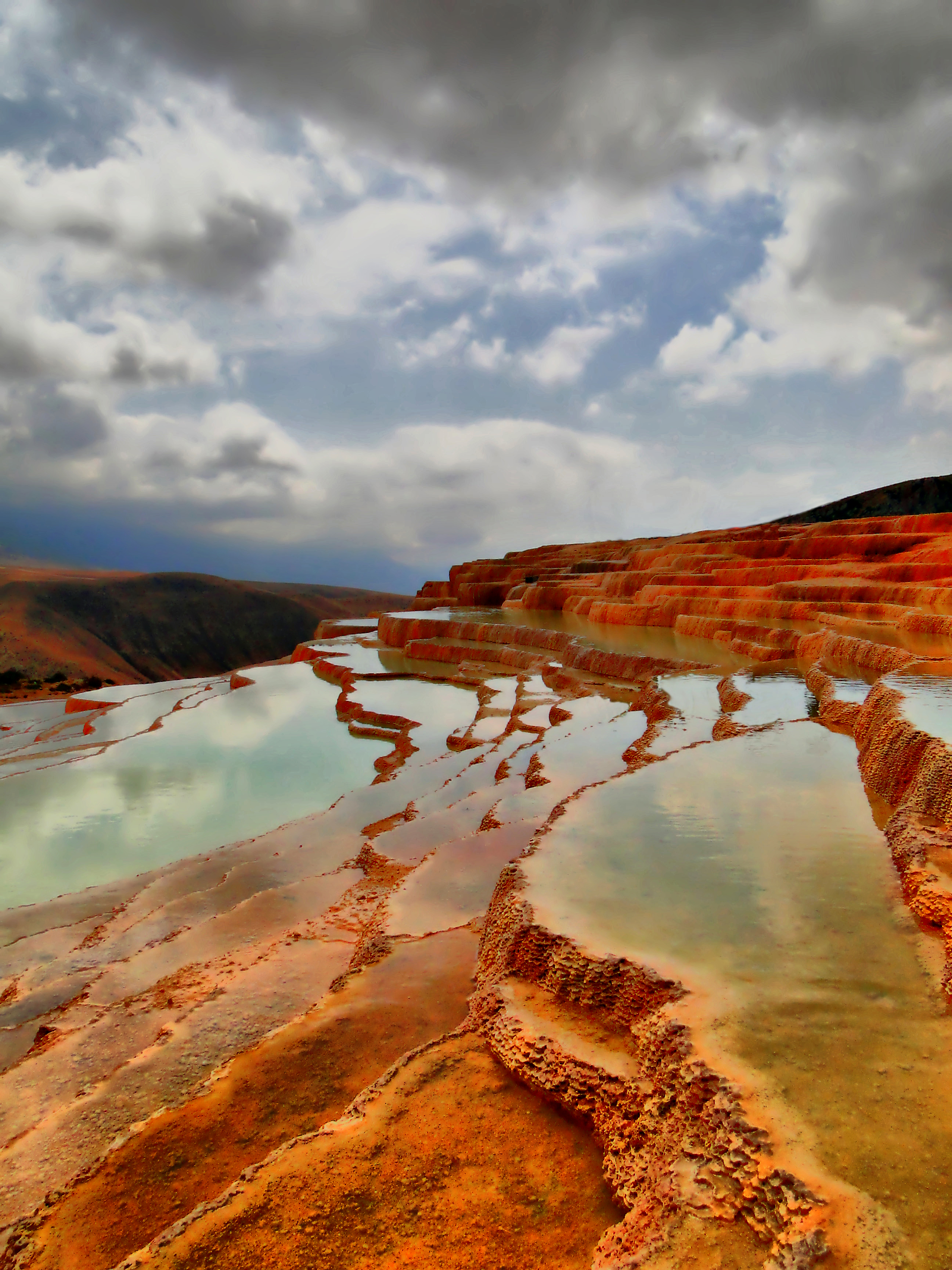
Травертинові тераси Бадаб-Сюрту

## Клімат
Північ Ірану лежить у субтропічному кліматичному поясі, південь — у тропічному. Влітку на півночі переважають тропічні повітряні маси зі спекотною посушливою погодою, взимку — помірні, що приносять прохолоду. Значні сезонні амплітуди температури повітря і розподілу атмосферних опадів, можливе випадіння снігу. На заході більш вологий і м'який середземноморський підтип субтропічного клімату. Взимку переважають помірні з похмурою дощовою досить вітряною циклонічною погодою. Значні сезонні амплітуди температури повітря і розподілу атмосферних опадів, можливий снігу. На півдні та узбережжі увесь рік панують тропічні повітряні маси. Спекотна посушлива погода з великими добовими амплітудами температури. Переважають східні пасатні вітри. У теплий сезон з морів та океанів можуть надходити шторми.

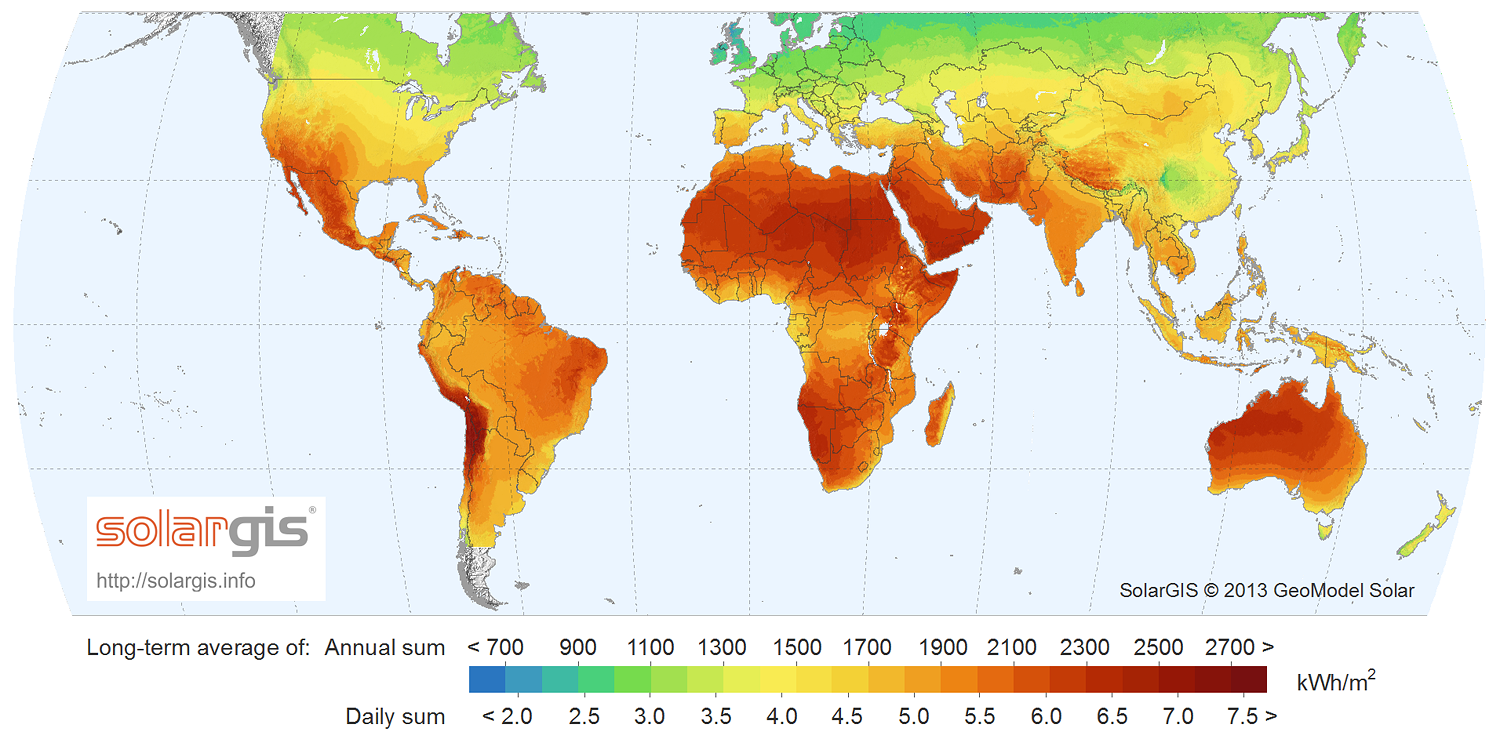
Сонячна радіація (англ.)
Кліматична карта Ірану (за Кеппеном)

Іран має змінний клімат на більшій частині Ірану він субтропічний, континентальний, характеризується різкими коливаннями температур. На узбережжі Перської і Оманської заток клімат тропічний. Для всієї країни, за винятком каспійського узбережжя та прибережної низовини на півдні, типові суворі зими. Досить опадів отримують тільки високогірні райони Загроса та узбережжя Каспійського моря. На північному заході, холодна зима з сильними снігопадами та заморозками протягом грудня і січня. Весна і осінь відносно помірні, а літо сухе і жарке. На півдні зима м'яка, а на рівнині Хузестан, літня спека супроводжується підвищеною вологістю.
| Кліматична мапа Ірану за Кеппеном | Прикаспійський м'який і вологий Прикаспійський м'який Середземноморський з весняними дощами Середземноморський Прохолодний гірський Дуже холодний гірський Прохолодний напівпустельний Жаркий напівпустельний Посушливий пустельний Жаркий посушливий пустельний Жаркий посушливий прибережний Посушливий прибережний |

Літо повсюдно спекотне з середніми місячними температурами від +27°С до +32°С. Денні температури нерідко досягають 32-38°С, вночі вони знижуються до 16-21°С. Вище 1500 м над рівнем моря повітря прогрівається значно слабкіше. Найбільш виражені розходження в термічному режимі між північною і південною частинами країни взимку. На півночі, за винятком прикаспійської смуги, зими холодні і сніжні, на півдні вони м'які і теплі. Середні січневі температури становлять e Тегерані 2°С, Тебрізі 8°С, Ахваз 12°С, Ширазі 9°С, Джаске 19°С, Бехарі 19°С. Нічні заморозки відзначені на всій території Ірану на північ від 27° пн. ш. Абсолютний мінімум температури зафіксований e Тебрізі (-28°С). На півдні денні температури взимку змінюються від помірних до теплих, а вночі знижуються на 11-14°С.
Більша частина території Ірану відчуває недостатнє зволоження, як правило, влітку дощі не випадають протягом 2-3 місяців, а в окремі роки — і протягом 7 місяців поспіль. Виняток становлять високогірні райони Північного Загроса, навітряні схили Ельбурса і гір Іранського Азербайджану та узбережжя Каспійського моря, які отримують 650—1650 мм опадів на рік, причому їх сума різко скорочується на підвітряних схилах і в південно-східному напрямку. Річна норма опадів в Тегерані 250 мм, Мешхеді 280 мм, Ісфахані 130 мм, Джаске 130 мм, Захедане 100 мм, вони припадають переважно на холодний сезон — з листопада по березень. Взимку на півночі Ірану й у високогір'ях на півдні опади випадають переважно у вигляді снігу. У підніжжях Ельбурса і Загроса на висоті вище 1200 м над рівнем моря сніг лежить протягом 4-5 місяців, а в найбільш захищених місцях зберігається до червня. У Тегерані потужність снігового покриву, який тримається протягом 2-3 тижнів, становить близько 0,5 м. Сніг грає важливу роль в економічному житті країни, його повільне танення дозволяє поповнювати запаси води, необхідні для зрошення. У південній частині Ірану випадають головним чином рідкі опади, як правило у вигляді сильних злив, протягом 6-30 днів і також в зимовий період.
Іран є членом Всесвітньої метеорологічної організації (WMO), в країні ведуться систематичні спостереження за погодою.

## Внутрішні води
Запаси поверхневих і підземних вод Ірану залежать від кількості атмосферних опадів і тому зосереджені перш за все у північній частині Загроса, в горах Ельбурса і Іранського Азербайджану. Для внутрішніх плоскогір'їв, південної частини Загроса, Макрана і Східно-Іранських гір типові нечисленні тимчасові водотоки. У напрямку до півдня країни підземні води стають солонуватими і непридатними для використання.
В Ірані небагато великих річок, здебільшого це малі річки і струмки, частина яких пересихає в літню пору року, або доволі сильно міліє. Єдина велика річка — Карун, довжиною 830 км, яка є судноплавною (на ділянці 180 км), правда, лише для малотоннажних-мілких човнів, якими можна доправитися з Хорремшехра в Ахваз. Інші дві великі річки; Хакех (довжиною 700 км), яка впадає в річку Тигр; Заяндег (300 км). Кілька інших постійних річок і потоків також впадають в Перську затоку, не менша кількість малих річок стікають з північно-західного Загросу та гір Ельбурса і впадають в Каспійське море. На Центральному плато, не так багато річок та струмків, більшість з яких в сухі місяці міліють, хоча протягом більшої частини року вони живляться від осінньо-зимових опадів та танення снігу в горах весною і деякі з них мають постійний водотік через поєднання з каналами від повноводніших річок, але в кінцевому підсумку, зливаються й попадають в соляні озера, які також, як вміст розсолу занадто високий для підтримки життєвих функцій організмів та риб.

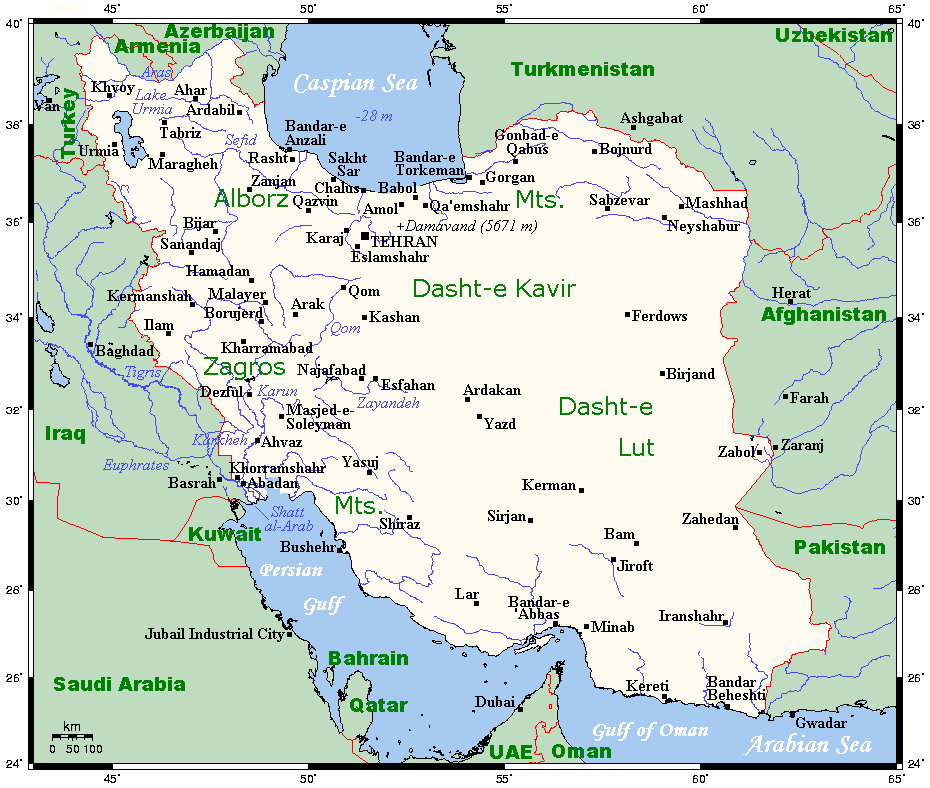
Гідрографічна мережа Ірану
Безстічна область центрального плато
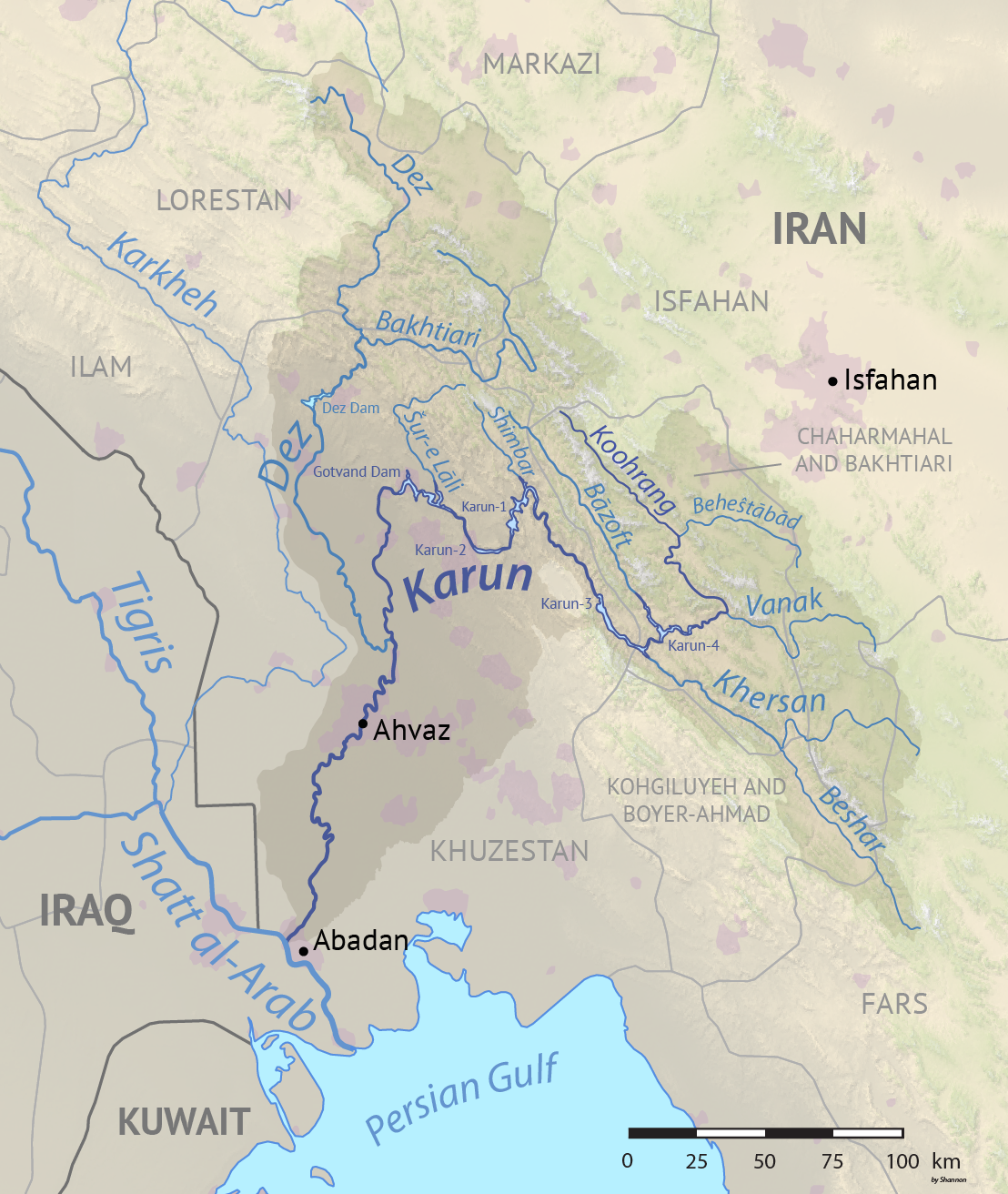
Сточище Каруна
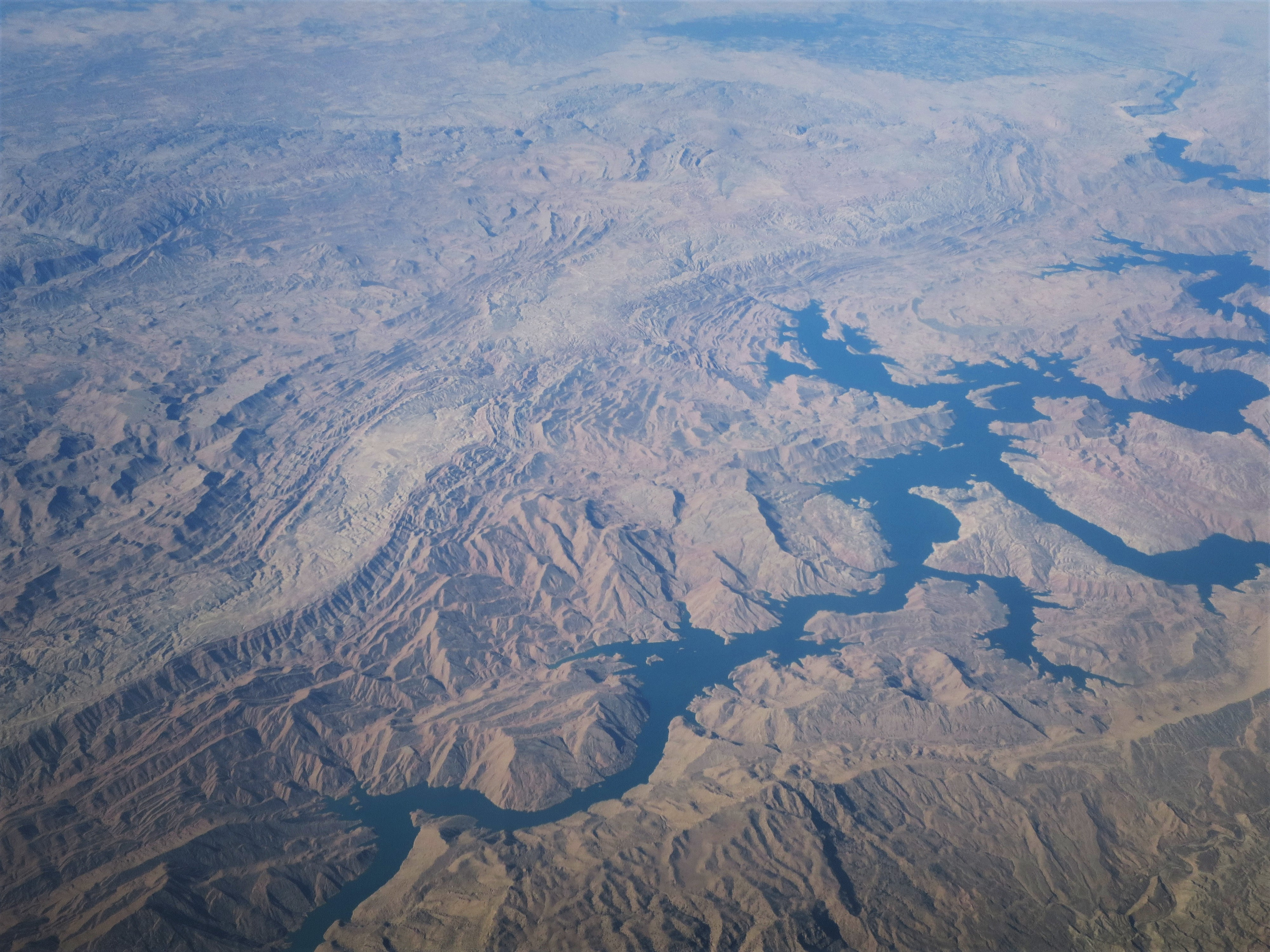
Водосховище на Каруні
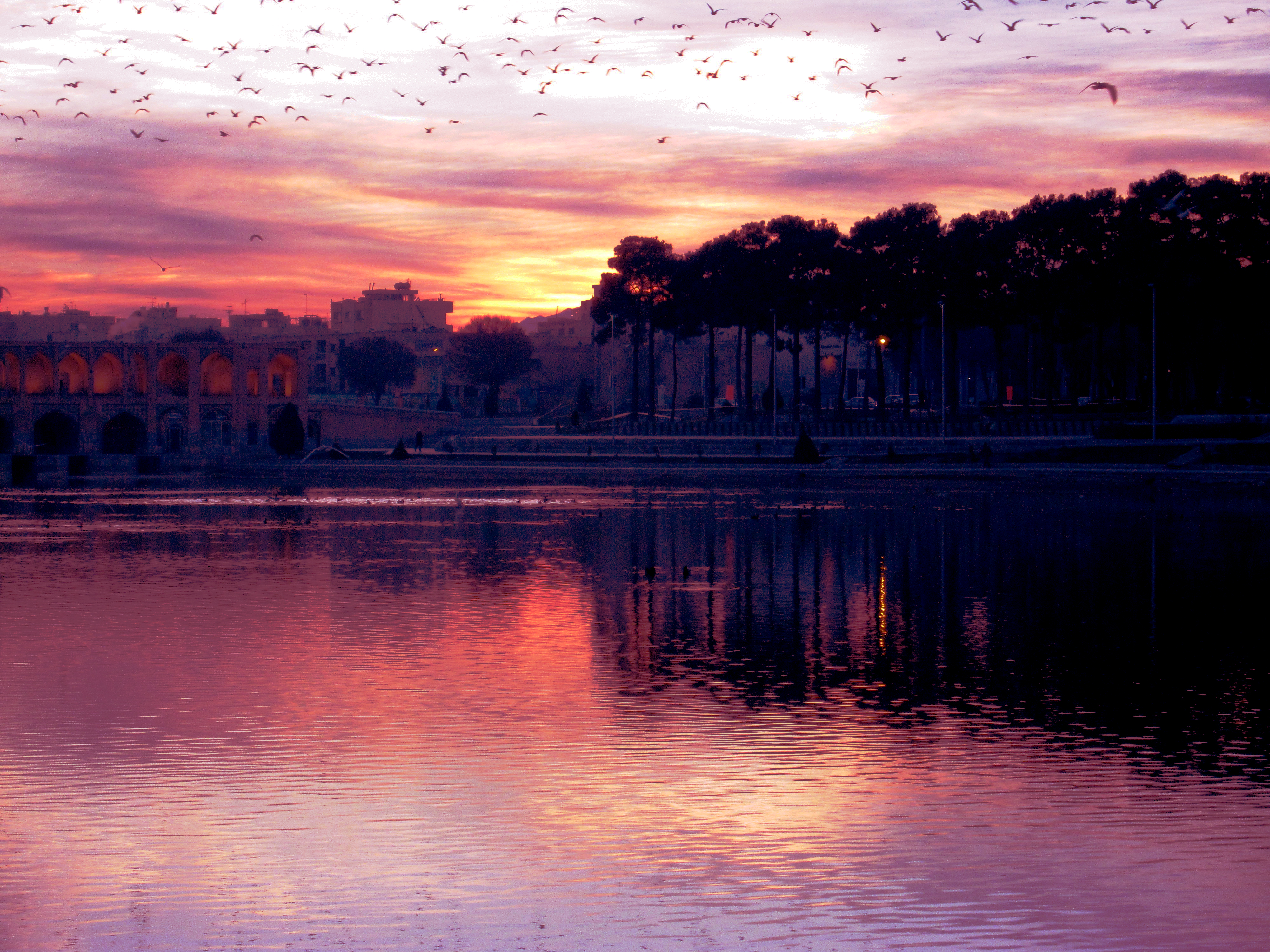
Річка Заяндеруд

### Річки
Річки більшої частини території країни належать безстічним басейнам Центральної Азії і Каспійського моря; річки півдня — басейну Перської затоки Індійського океану.

### Озера
Кілька характерних солоних озер вздовж ірано-афганського кордону у провінції Систан і Белуджистан.

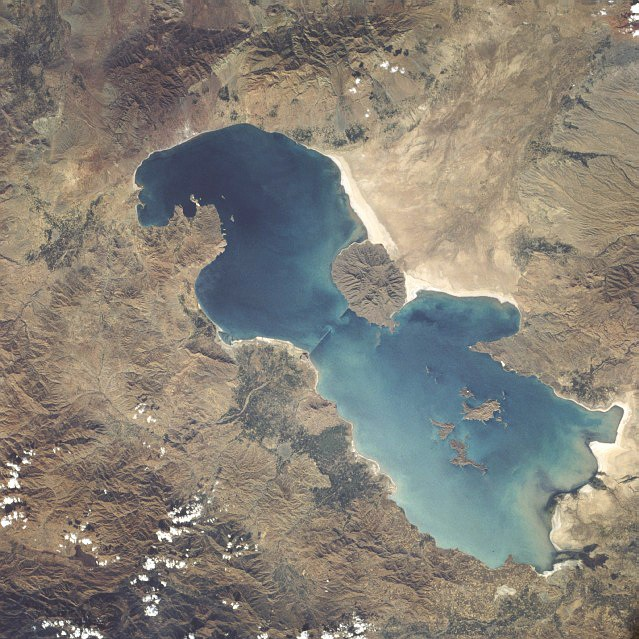
Озеро Урмія з космосу, 1984 рік
Висихання озера Урмія впродовж 1984-2014 років

## Рослинність

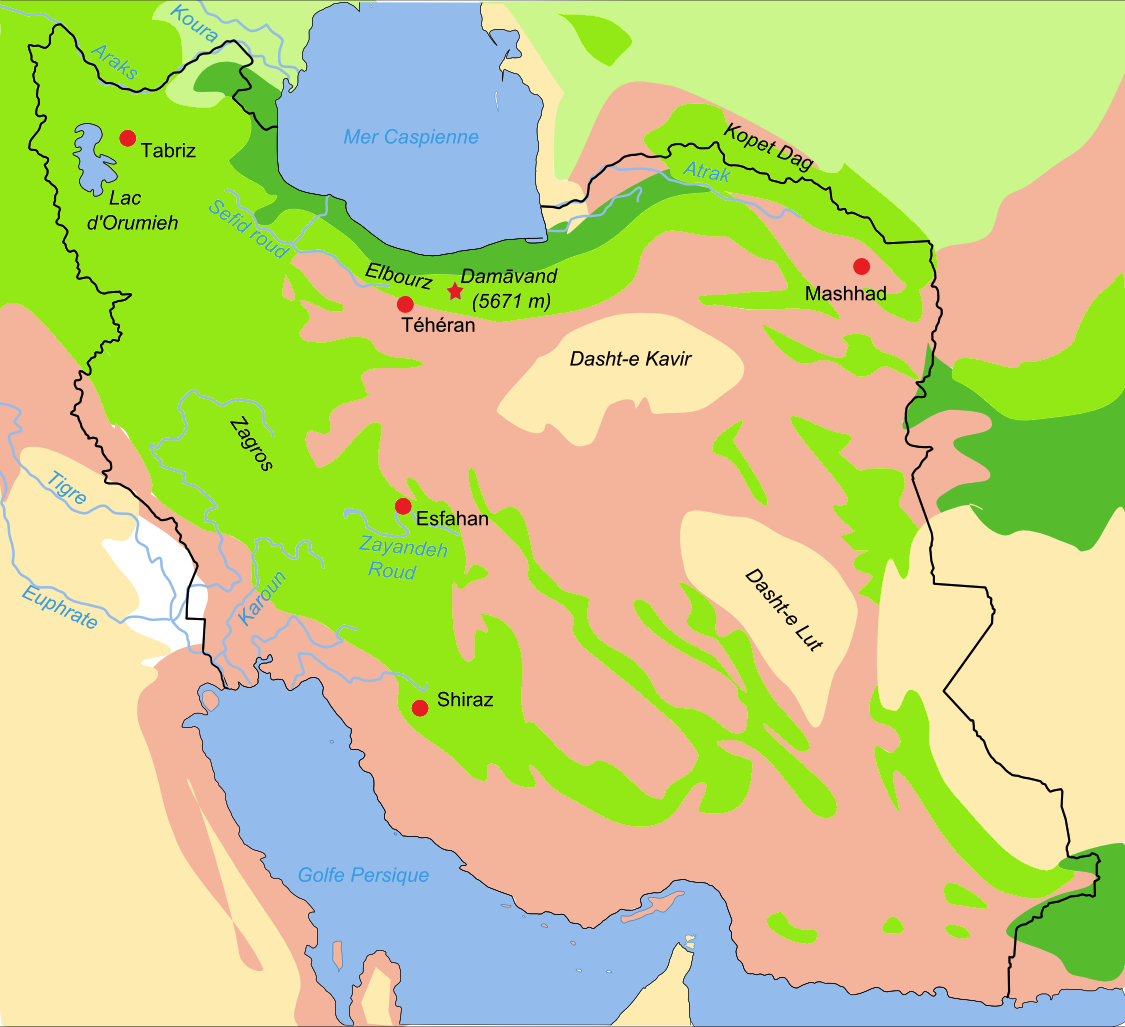
Карта біотопів Ірану:
лісостеп
ліси
напівпустелі
тропічні пустелі западин
степ
солоні алювіальні марші

В аридних умовах Ірану розподіл рослинного покриву залежить від ступеня зволоження території та господарської діяльності людини, особливо, землеробства і випасу худоби. Північні, найбільш зволожені, схили Ельбурса до висоти 2500 м вкриті густими широколистяними лісами з перевагою дуба, граба, клена, бука, залізного дерева, в'яза, платана, ясена, волоського горіха, сливи. На узбережжі Каспійського моря місцями зустрічаються перевиті ліанами непрохідні субтропічні ліси. По долинах річок на південному заході країни поширені тугайна і болотна рослинність а на узбережжі Перської затоки місцями зустрічаються мангрові зарослі. Степова і пустельна рослинність характерна для багатьох невисоких гір, у степах переважають багаторічні та однорічні злаки, полину, астрагали. Нерідко степи чергуються з ділянками чагарникових заростей. У пустелях домінують саксаул, верблюжа колючка, солянки, аристида. Великі райони внутрішніх плоскогір'їв Ірану внаслідок нестачі вологи і ґрунтового засолення практично позбавлені рослинного покриву, безплідні також ділянки сипучих пісків.

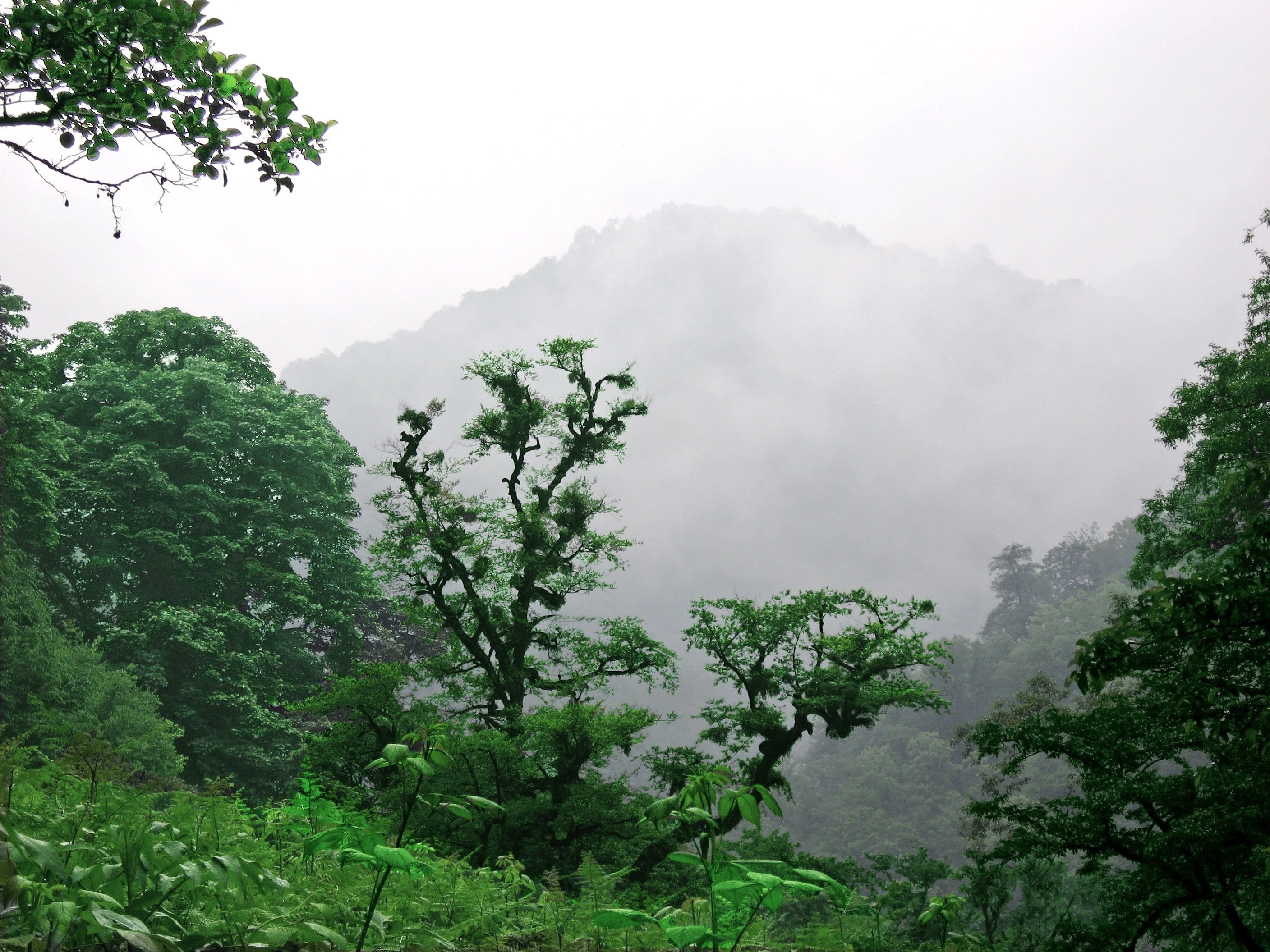
Вологі дощові ліси Прикаспію
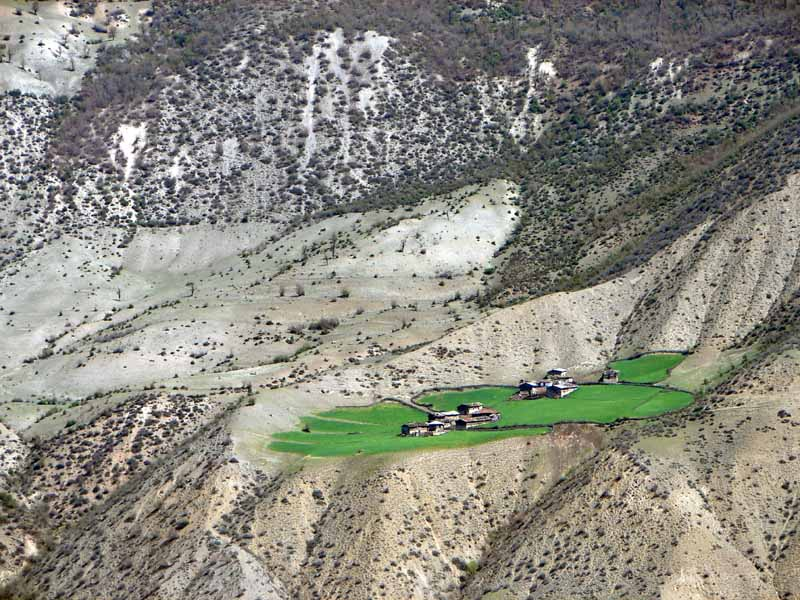
Рослинність на півночі

Загалом лісами вкрито більше 10 % території країни. На плато здебільшого зустрічаються чагарникові райони, а дубові порослі з'являються на краще обводнених гірських схилах. В цій місцевості місцеві жителі плекають свої сади і вирощуючи чинари, тополі, верби, горіха, бука, клена і шовковицю. Диких рослин і чагарники виростають з безплідної землі навесні і створюючи таким чином на короткий час умовні пасовища, але літнє сонце спалює їх. Північні і центральні райони Загроса, у недалекому минулому були зайняті дубовими лісами, в даний час в значній мірі знищені в ході інтенсивних безладних рубок і через непомірного випасу овець та кіз. Їх змінили рідколистяні чагарники зі значною участю дуба, роль якого поступово скорочується у міру просування на південь, де випадає менше опадів, тутешньою особливістю стають ксерофільні рідколісся з фісташки, аличі, мигдалю, а також степова і напівпустельна рослинність.
Основні типи лісів Ірану за класифікацією ФАО:
- Каспійські та мішані ліси Гірканії на півночі країни — 19 тис. км².
- Вапнякові гірські лісові масиви в північно-східних районах (ялівцевий ліс) — 13 тис. км².
- Фісташкові ліси в східних, південних та південно-східних районах — 26 тис. км².
- Дубові ліси в центральних і західних районах — 35 тис. км².
- Кущі й чагарники пустелі Деште-Кевір та центральної з північно-східною частинами країни — 10 тис. км².
- Субтропічні ліси південного узбережжя, як ліси Гара — 5 тис. км².

## Тваринний світ

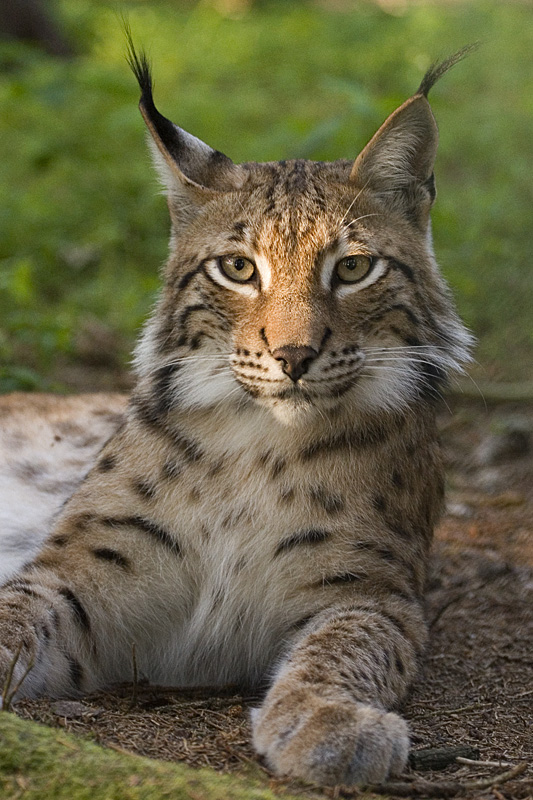
Рись євразійська

За зоогеографічним районуванням світу більшість території країни належить до Ірано-Турецької провінції (гірські хребти заходу до Середземноморської провінції) Середземноморської підобласті Голарктичної області; південне узбережжя Каспійського моря — до Європейської лісової провінції Циркумбореальної підобласті. Тому основу тваринного населення регіону становлять зональні субтропічні напівпустельні, пустельні й вологолісові, тропічні напівпустельні й пустельні угруповання тварин, а також інтразональні гірські та водно-болотні (долинно-річкові й приморські) тваринні угруповання, характерні для субтропічного і  тропічного кліматичних поясів. Домінуючими в зональних угрупованнях є ксерофільні, мезоксерофільні та мезофільні групи та види тварин. 

## Стихійні природні явища
На території країни спостерігаються небезпечні природні явища і стихійні лиха: періодичні посухи, повіді; пилові й піщані бурі; землетруси.

## Природні ресурси

### Мінеральні ресурси
Надра Ірану багаті на ряд корисних копалин: нафту (станом на 2001 рік, 4-е місце у світі за доведеними запасами, 9 % світових), природний газ (станом на 2001 рік, 2-е місце у світі за доведеними запасами, 15 % світових), кам'яне вугілля, хром, мідь, залізну руду, свинець, марганець, цинк, сірку.

### Водні ресурси
Загальні запаси відновлюваних водних ресурсів (ґрунтові і поверхневі прісні води) становлять 137 км³. Станом на 2012 рік в країні налічувалось 95,53 тис. км² зрошуваних земель.

### Земельні ресурси
Земельні ресурси Ірану (оцінка 2011 року):
- придатні для сільськогосподарського обробітку землі — 30,1 %,
  - орні землі — 10,8 %,
  - багаторічні насадження — 1,2 %,
  - землі, що постійно використовуються під пасовища — 18,1 %;
- землі, зайняті лісами і чагарниками — 6,8 %;
- інше — 63,1 %[1].

## Охорона природи
Серед екологічних проблем варто відзначити:
- забруднення повітря транспортними засобами і нафтопереробними підприємствами, особливо в містах;
- знеліснення;
- перевипасання;
- спустелювання;
- нафтові плями в акваторії Перської затоки;
- пересихання водно-болотних угідь;
- деградацію земель (засолення);
- недостатні запаси питної води;
- забруднення вод побутовими і промисловими стоками;
- зростаюча урбанізація.

Іран є учасником ряду міжнародних угод з охорони навколишнього середовища:
- Конвенції про біологічне різноманіття (CBD),
- Рамкової конвенції ООН про зміну клімату (UNFCCC),
- Кіотського протоколу до Рамкової конвенції,
- Конвенції ООН про боротьбу з опустелюванням (UNCCD),
- Конвенції про міжнародну торгівлю
видами дикої фауни і флори, що перебувають під загрозою зникнення (CITES),
- Базельської конвенції протидії транскордонному переміщенню небезпечних відходів,
- Лондонської конвенції про запобігання забрудненню моря скиданням відходів,
- Монреальського протоколу з охорони озонового шару,
- Міжнародної конвенції запобігання забрудненню з суден (MARPOL),
- Рамсарської конвенції із захисту водно-болотних угідь[15].

Урядом країни підписані, але не ратифіковані міжнародні угоди щодо:
- Конвенції про заборону військового впливу на природне середовище (ENMOD),
- Конвенції з міжнародного морського права,
- Конвенції з охорони морських живих ресурсів[1].

## Фізико-географічне районування
У фізико-географічному відношенні територію Ірану можна розділити на _ райони, що відрізняються один від одного рельєфом, кліматом, рослинним покривом: .

### Українською
- Атлас світу / голов. ред. І. С. Руденко ; зав. ред. В. В. Радченко ; відп. ред. О. В. Вакуленко. — К. : ДНВП «Картографія», 2005. — 336 с. — ISBN 9666315467.
- Атлас. 7 клас. Географія материків і океанів / Укладачі О. Я. Скуратович, Н. І. Чанцева. — К. : ДНВП «Картографія», 2014.
- Барановська О. В. Фізична географія материків і океанів : навч. посіб. для студентів ВНЗ : [у 2 ч.]. — Н. : Ніжинський державний університет ім. Миколи Гоголя, 2013. — 306 с. — ISBN 978-617-527-106-3.
- Бєлозоров С. Т. Географія материків. — К. : Вища школа, 1971. — 371 с.
- Гілецький Й. Р. Природні ресурси світу : Навч. посібник. — Львів : Світ, 2004. — 304 с. — ISBN 966-603-307-0
- Заставецький Ю. С. Регіональна фізична географія світу : Навч. посібник. — Львів : Світ, 2000. — 480 с.
- Іран // Гірничий енциклопедичний словник : [у 3-х тт.] / за ред. В. С. Білецького. — Д. : Східний видавничий дім, 2004. — Т. 3. — 752 с. — ISBN 966-7804-78-X.
- Дубович І. А. Країнознавчий словник-довідник. — 5-те вид., перероб. і доп. — К. : Знання, 2008. — 839 с. — ISBN 978-966-346-330-8.
- Кукурудза С. І. Біогеографія : Підручник. — Львів : Вид-во ЛГУ ім. Івана Франка, 2006 — 504 с. — ISBN 966-613-502-7
- Палієнко В. І., Шищенко П. Г., Бойко В. М. Фізична географія світу : Навч. посібник. — К. : КНУ ім.  Т. Шевченка, 2016. — 246 с. — ISBN 978-966-439-918-1
- Панасенко Б. Д. Фізична географія материків : навч. посіб. : в 2 ч. — В. : ЕкоБізнесЦентр, 1999. — 200 с.
- Пузанов І. І. Зоогеографія : Підручник. — Київ—Львів : Рад. школа, 1949. — 504 с.
- Фізична географія материків та океанів : підруч. для студ. вищ. навч. закл. : у 2 т / за ред. П. Г. Шищенка. — К. : Видавництво Київського нац. ун-т ім. Т. Шевченка, 2009. — Т. 1. : Азія. — 643 с. — ISBN 978-966-439-257-7.
- Юрківський В. М. Регіональна економічна і соціальна географія. Зарубіжні країни: Підручник. — 2-ге. — К. : Либідь, 2001. — 416 с. — ISBN 966-06-0092-5.

### Англійською
- (англ.) Graham Bateman. The Encyclopedia of World Geography. — Andromeda, 2002. — 288 с. — ISBN 1871869587.

### Російською
- (рос.) Авакян А. Б., Салтанкин В. П., Шарапов В. А. Водохранилища. — М. : Мысль, 1987. — 326 с. — (Природа мира)
- (рос.) Алисов Б. П., Берлин И. А., Михель В. М. Курс климатологии [в 3-х тт.] / под. ред. Е. С. Рубинштейна. — Л. : Гидрометиздат, 1954. — Т. 3. Климаты земного шара. — 320 с.
- (рос.) Апродов В. А. Вулканы. — М. : Мысль, 1982. — 368 с. — (Природа мира)
- (рос.) Апродов В. А. Зоны землетрясений. — М. : Мысль, 2010. — 462 с. — (Природа мира) — ISBN 978-5-244-01122-7.
- (рос.) Бабаев А. Г., Зонн И. С., Дроздов Н. Н., Фрейкин З. Г. Пустыни. — М.  : Мысль, 1986. — 320 с. — (Природа мира)
- (рос.) Букштынов А. Д., Грошев Б. И., Крылов Г. В. Леса. — М. : Мысль, 1981. — 316 с. — (Природа мира)
- (рос.) Власова Т. В. Физическая география материков. С прилегающими частями океанов. Евразия, Северная Америка. — 4-е, перераб. — М. : Просвещение, 1986. — 417 с.
- (рос.) Гвоздецкий Н. А. Карст. — М. : Мысль, 1981. — 214 с. — (Природа мира)
- (рос.) Гвоздецкий Н. А., Голубчиков Ю. Н. Горы. — М. : Мысль, 1987. — 400 с. — (Природа мира)
- (рос.) Долгушин Л. Д., Осипова Г. Б. Ледники. — М. : Мысль, 1989. — 448 с. — (Природа мира) — ISBN 5-244-00315-1.
- (рос.) Географический энциклопедический словарь: географические названия / под. ред. А. Ф. Трёшникова. — 2-е изд., доп. — М. : Советская энциклопедия, 1989. — 585 с. — ISBN 5-85270-057-6.
- (рос.) Дроздов Н. Н., Мяло Е. Г. Биогеография мира : Учебник. — М. : Высшая школа, 1985. — 272 с.
- (рос.) Исаченко А. Г., Шляпников А. А. Ландшафты. — М. : Мысль, 1989. — 504 с. — (Природа мира) — ISBN 5-244-00177-9.
- (рос.) Каплин П. А., Леонтьев О. К., Лукьянова С. А., Никифоров Л. Г. Берега. — М. : Мысль, 1991. — 480 с. — (Природа мира) — ISBN 5-244-00449-2.
- (рос.) Словарь современных географических названий / под общей редакцией акад. В. М. Котлякова. — Екатеринбург : У-Фактория, 2006.
- (рос.) Литвин В. М., Лымарев В. И. Острова. — М. : Мысль, 2010. — 288 с. — (Природа мира) — ISBN 978-5-244-01129-6.
- (рос.) Лобова Е. В., Хабаров А. В. Почвы. — М. : Мысль, 1983. — 304 с. — (Природа мира)
- (рос.) Максаковский В. П. Географическая картина мира. Книга I: Общая характеристика мира. — М. : Дрофа, 2008. — 495 с. — ISBN 978-5-358-05275-8.
- (рос.) Максаковский В. П. Географическая картина мира. Книга II: Региональная характеристика мира. — М. : Дрофа, 2009. — 480 с. — ISBN 978-5-358-06280-1.
- (рос.) Иран // Поспелов Е. М. Топонимический словарь. — М. : АСТ, 2005. — 229 с. — ISBN 5-17-016407-6.
- (рос.) Пфеффер П. Азия. — М. : Прогресс, 1982. — 316 с. — (Континенты, на которых мы живем)
- (рос.) География / под ред. проф. А. П. Горкина. — М. : Росмэн-Пресс, 2006. — 624 с. — (Современная иллюстрированная энциклопедия) — ISBN 5-353-02443-5.
- (рос.) Физико-географический атлас мира. — М. : Академия наук СССР и Главное управление геодезии и картографии ГУГК СССР, 1964. — 298 с.
- (рос.) Энциклопедия стран мира / глав. ред. Н. А. Симония. — М. : НПО «Экономика» РАН, отделение общественных наук, 2004. — 1319 с. — ISBN 5-282-02318-0.